# Lua (vattendrag)
Lua är en flod i Kongo-Kinshasa, ett biflöde till Oubangui. Det är en av de viktigaste floderna i provinsen Sud-Ubangi, och bildas genom sammanflödet av Lua-Dekere och Lua-Vindu.